# Тобольский драматический театр имени П. П. Ершова
Тобольский драматический театр имени П. П. Ершова — драматический театр Тобольска, существующий с 1705 года.

## История

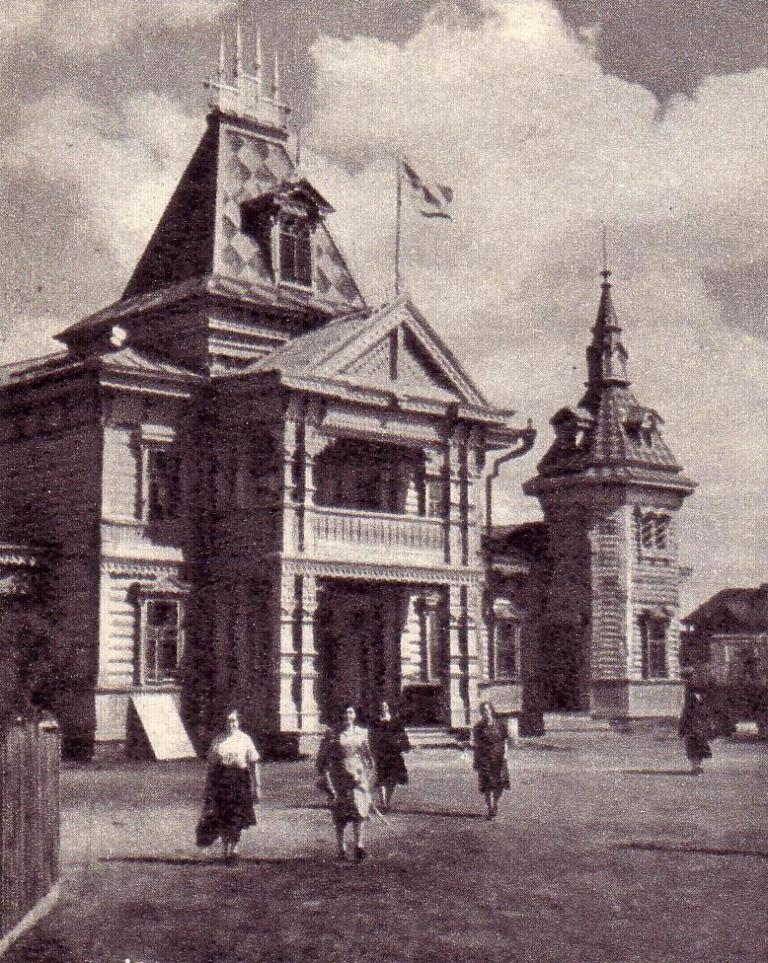
Театр в 1956 году

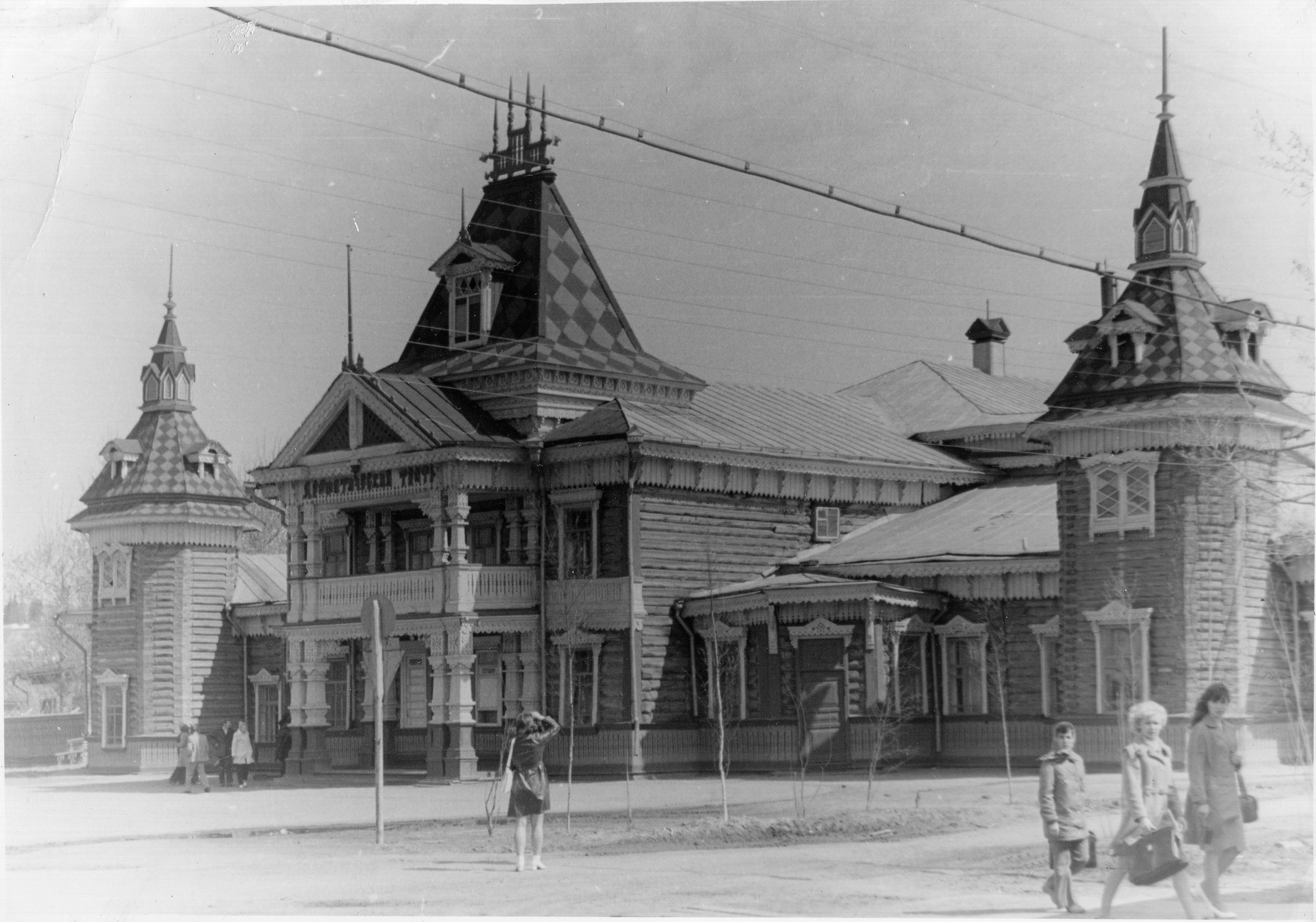
Театр в 1980-х годах

Впервые тобольский театр упоминается в «летописи Сибирской» 8 (22) мая 1705 г. Основан театр митрополитом Филофеем (Лещинским).
Первоначально театр был при семинарии (славяно-латинской школе) и репертуар театра был исключительно духовного содержания. Но с 1744 года начинают ставиться пьесы и светского характера, такие как: «Калиф на час», «Царь Максимилиан», «Фомка» и др. Во время правления губернатора А. В. Алябьева формируется первая постоянная труппа. При нём на Богоявленской улице в 1794 году было построено специальное театральное здание.
По материалам тобольского архива установлено, что театр в Сибири существует со времен Петра I, а начало ему положено в главном сибирском городе Тобольске Митрополитом Сибирским и Тобольским Филофеем Лещинским и его учениками архиерейской школы. В рукописной «Сибирской летописи» от 1727 года, которая хранится в библиотеке Тобольской семинарии, сказано: «Филофей был охотник до театральных представлений, славные и богатые комедии делал, и, когда должно на комедию зрителям собиратца, тогда он, владыка, в соборные колокола на сбор благовест производил, а театры были между Соборною и Сергиевскою церквами к взвозу, куда народ собирался». Спектакли ставились на библейские темы. Пьесы писали преимущественно лица духовные и монашествующие. Представлялись пьесы с целью назидания зрителей, чтобы сценическими представлениями библейских событий сильнее воздействовать на сердца и на чувства современников. Несомненно, и митрополит Филофей приказывал представлять в Тобольске комедии и игрища комедианские", по выражению летописца, не по одной только привычке к ним в Киеве и не для увеселения только себя и жителей Тобольска, но и для назидания последних, для приучения учеников своей школы к свободнейшему произношению проповедей и речей.
В 1743 году митрополитом Антонием Нарожницким в г. Тобольске была учреждена семинария вместо славяно-латинской школы. Семинаристы, среди которых всегда бывали музыканты, играющие на скрипке, гитаре, гуслях, кларнете, продолжали давать театральные представления. Любовь к театральным представлениям от семинаристов перешла впоследствии и в другие слои Тобольского общества. К сороковым годам XVIII века на смену религиозному репертуару приходит светский. С 1744 года в Тобольске ставились пьесы не духовного содержания: «Калиф на час», «Царь Максимилиан», «Фомка» и др. Спектакли вызывали у тоболяков большой интерес и пользовались популярностью, собирая массу зрителей.
С 1802 года актёры Алексей Ушаков и Алексей Возницын откупили театр за сумму в 300 рублей с правом собственного содержания труппы. Так было положено начало актёрскому товариществу, аналог которому — сосьете Комеди-Франсез. В XIX в. заметную роль в становлении театра в Тобольске сыграл выдающийся писатель П. П. Ершов, именем которого назван театр. Петр Павлович Ершов, будучи преподавателем, организовал в гимназии театр. Благодаря умелому руководству П. П. Ершова гимназический театр обрел большую популярность и стал фактически городским.
В 1899 году было построено новое здание театра (сгорело в 1990 году). Проект здания и смету безвозмездно составил губернский инженер Ф. Д. Маркелов.
В 1905—1907 гг. в репертуаре театра шли пьесы, утверждающие право простого человека на счастье, на лучшую жизнь: «Трудовой хлеб» А. Островского, «Тяжба» Н. Гоголя, «Дядя Ваня» А. Чехова, «Король Лир» В. Шекспира, «Потонувший колокол» Г. Гауптмана.
После революции 1917 года вместо «Народной аудитории» театру вернули название, данное декабристами в 1840 году — «Народный дом».
С 1 января 1934 года организовался театр рабочей молодежи (ТРАМ). В этот период идут спектакли: «Горе от ума» Грибоедова, «Мещане» Горького. Завоевал симпатии зрителей спектакль «Женитьба Белугина» А. Островского в постановке режиссёра И. П. Милославского.
В первые дни войны из Тобольского театра ушли на фронт 38 человек во главе с директором и художественным руководителем. 5 ноября 1941 года в Тобольск прибыл в полном составе государственный украинский драматический театр имени Марии Заньковецкой под руководством народного артиста Украинской ССР Бориса Романицкого.
25 декабря 1991 года Тобольскому государственному драматическому театру было присвоено имя П. П. Ершова.

## Достижения
Спектакль Тобольского драматического театра «Тобольск. Доска почёта», созданный при поддержке компании СИБУР, вошёл в лонг-лист премии «Золотая Маска» 2018 года.